# 丹·埃文斯
丹尼爾·埃文斯（Daniel Evans，1990年5月23日—）是一位英國職業網球運動員。
他的職業生涯至今最顯著的戰績是在2013年的美國網球公開賽，他以資格賽選手的身分，打進到了男子單打第三輪，淘汰了錦織圭、菲利普·科爾施賴伯和伯納德·托米奇。

## 外部連結
- 丹尼爾·埃文斯（英文/西班牙文）的官方資料
- 丹尼爾·埃文斯的國際網球總會 職業／青少年 官方資料（英文）
- 丹尼爾·埃文斯的官方資料（英文）